# Пірківське газоконденсатне родовище
Пірківське газоконденсатне родовище — належить до Талалаївсько-Рибальського нафтогазоносного району Східного нафтогазоносного регіону України.

## Опис
Розташоване в Полтавській області на відстані 7,5 м на півн. схід від м. Зіньків.
Знаходиться в центральній частині півн. прибортової зони Дніпровсько-Донецької западини.
Структура виявлена в 1988 р.
Поклади пов'язані з тектонічним блоком у межах монокліналі. Пастки утворилися завдяки скидам амплітудою 25-75 м; їх розміри по ізогіпсі — 5500 м і тектонічних порушень 6,0х4,9 м, висота понад 350 м. У 1995 р. в інтервалі 5407-5410 та 5385-5388 м з відкладів нижнього візе і в інтервалі 4961-4965 та 4953-4958 м з відкладів верхнього візе отримано перші промислові припливи газу і конденсату.
Поклади пластові, тектонічно екрановані. Колектори — дрібно- та середньозернисті тріщинуваті пісковики і алевроліти. Попередньо підраховані видобувні запаси газу і конденсату становлять 110 тис. т умовного палива.